# Anton Friedrich Ludwig Pelt
Anton Friedrich Ludwig Pelt (Ratisbona, 28 giugno 1799 – Kemnitz, 22 gennaio 1861) è stato un teologo tedesco.

## Biografia
Studiò filosofia e teologia presso le università di Jena e Kiel, conseguendo la sua abilitazione presso l'Università di Berlino nel 1826. Nella sua carriera influenzato dagli insegnamenti di Friedrich Schleiermacher, August Neander e Georg Wilhelm Friedrich Hegel. Nel 1828 divenne professore associato presso l'Università di Greifswald, e nel 1835 successe ad August Detlev Christian Twesten come professore ordinario all'Università di Kiel. Nel 1852 venne licenziato a causa dell'acquisizione dello Schleswig-Holstein da parte del governo danese. Successivamente, si trasferì in una parrocchia a Kemnitz, dove nel 1857 fu nominato sovrintendente ecclesiastico.
Con Georg Friedrich Heinrich Rheinwald e Karl August Traugott Vogt, ha curato l'Homiliarum Patristicum, e nel 1838 fu co-fondatore del Theologische Mitarbeiten.

## Opere principali
- Epistolas Pauli apostoli ad Thessalonicenses, 1830.
- Der Kampf aus dem Glauben und die religiösen Parteien unsrer Zeit, 1837.
- Protestantismus, Supranaturalismus, Rationalismus und speculative Theologie, 1839.
- Theologische Encyklopädie als System im Zusammenhange mit der Geschichte der theologischen Wissenshcaft und ihrer einzelnen Zweige, 1843.
- Die Schleswigschen Prediger im Verhältniß zu der im Herzogthum Schleswig eingesetzten Verwaltungscommission, 1850.[2]